# Pósfa zenekar
A Pósfa zenekar autentikus népzenét játszó csallóközi zenekar. 2010-ben alakult a Dunaszerdahelyi járásban található Gelle község egyik településrészén, Csallóközpósfán, amelyről a nevét is kapta. A Kárpát-medence egykori falusi vonós cigányzenekarainak zenei világát igyekeznek feleleveníteni, visszahozni a köztudatba és megkedveltetni a jövő generációival. 

## Története
A zenekart Iván Lajos alapította. Ifjú korában már alapított egy amatőr népzenekart falubeli barátaival, de nem sokáig maradtak együtt. A zenélést továbbra sem hagyta abba. Családjával szinte minden év karácsonyán mendikálni (kántálni) jártak a rokonokhoz, szomszédokhoz. Minden mendikálást kisebb próbák előzték meg és az egyik alkalmával történt meg a "zenekar alapítás" (csaknem harminc év után újra). Kezdetben három fia és ő alkotta a zenekart, nem sokkal később kiegészült a testvérek gyermekkori barátjával, a nagybudafai Álló Istvánnal.
Első nyilvános fellépésükre 2010. március 15-én, a hagyományos gellei képkiállítás keretén belül került sor. Ekkor még nem volt neve a zenekarnak, és a rendező kérésére Iván Lajos rögtönözve a Pósfa zenekar nevet mondta.
Iván Lajos régi barátja, Sebő József biztatására elhívta Nagy Iván etnológust, aki a többek között a dunaszerdahelyi Dunaág Néptáncműhely egyik vezetője volt. A találkozás olyan jól sikerült, hogy Nagy Iván közvetítésében Volner Nagy Melinda (a Dunaág Néptáncműhely vezetője) elhívta a Pósfa zenekart kísérőzenekarként a néptánccsoport észak-macedóniai kirándulására, fellépésére még 2010 augusztusában.
Később Iván Lajos kilépett a zenekarból, és a három Iván fivér és Álló István maradt csak a zenekarban, akik a zenekar "magját" alkotják.
- 2011-ben a Csallóközi Táncegyüttes Magyar Ima című műsorsorozatába kérte fel a zenekart a táncegyüttes akkori vezetője, Brandl Ferenc.
- 2014 februárjában Oláh Attila vette át a táncegyüttes vezetését és nem sokkal később felkérte a Pósfa zenekart az együttes állandó kísérőzenekarának.
- 2016-ban a Zerda Kamara Néptáncegyüttes kísérőzenekaraként eljutottak Brazíliába (São Paulo, Fortaleza)
- 2017-ben a Fölszállott a páva népzenei tehetségkutató műsorban szerepelt a zenekar, ahol kategória győztes lett hangszeres szólisták és zenekarok kategóriában.[2]
- 2018. szeptember 28-án egy régi vágyuk teljesült: sikerült elindítaniuk szülőfalujukban a táncház sorozatot, táncházmozgalmat ("Táncház a Pósfa zenekarral"), ahol főleg a felvidéki néptáncok tanulására van lehetőség.
- 2020. március 14-én a zenekar első önálló hanghordozója került bemutatásra a dunaszerdahelyi Csaplár Benedek Városi Művelődési Központban "Felvidékről szeretettel" címmel.[3]

Európa 11 országában adott elő már a zenekar:
- Ausztria
- Belgium
- Csehország
- Észak-Macedónia
- Franciaország
- Görögország
- Horvátország
- Magyarország
- Olaszország
- Románia
- Spanyolország

## Tagok
- Iván Péter (hegedű)
- Iván András (brácsa, háromhúros brácsa, hegedűkontra, koboz, gitár, ének)
- Álló István (nagybőgő, ütőgardon, dob)
- Iván Zoltán (klarinét, tárogató, harmonika, furulyák, brácsa, háromhúros brácsa, ütőgardon)

Állandó vendégek:
- ifj. Gelencsér János (cimbalom, hegedű)
- Kuti Sándor (cimbalom)
- Lakatos Lili (ének)
- Szabó Júlia (ének)
- Szabó Mátyás (hegedű)
- Takács Ádám (hegedű)
- Vontszemű Tamás (cimbalom)

### Közreműködtek
- Kósa Viktória (ének) – 2010-2011
- Valenský Miriam (ének) – 2011-2015

- Béhr Márton (cimbalom) – 2011-2015

- Petró Kriszta (ének) – 2015-2016
- Csiba Júlia (ének) – 2018-2020
- Gólya Márton (cimbalom) - 2017-2020

## Közreműködések
- Táncház-Népzene 2018: "Kürti muzsika"
- Táncház-Népzene 2022: "Šuchon, hajduk és drgon"

### Kísérőzenekarként
- Dunaág Néptáncműhely (2010-2016)
- Csallóközi Táncegyüttes (2014- )
- Pozsony Táncegyüttes
- Zerda Kamara Néptáncegyüttes (2016)
- Ilosvai Selymes Péter Néptáncegyüttes (2018)

## Díjak, elismerések
- XXII. Tompa Mihály Vers- és Prózamondók, Énekelt Versek és Lírai Színpadok Országos Versenye 2013 – Aranysáv 1. helyezés (Énekelt versek)
- Harmónia - Szlovákiai Magyar Zenei Díj - Az év hagyományőrző népzenésze (25 éves kortól) vagy népi zenekara (2016)[4]
- Fölszállott a páva 2017 – kategória győzelem (Hangszeres szólisták és zenekarok)[5]
- Pro Traditione-díj (2018)[6]
- Nagyszombat Megye Önkormányzati Díja 2018 – “Osobnosť Trnavského kraja 2018”[7]